# Тако се калио челик
„Тако се калио челик“ је југословенски филм из 1988. године. Режирао га је Желимир Жилник по сценарију који је написао у сарадњи са Бранком Андрићем.

## Радња
Радник, ливац би хтео да живи мирно и срећно али је друштво у кризи: тешки радни услови, нерентабилна фабрика, директори у хистеричној трци да уграбе што више док брод не потоне. За њега се закачи надобудна тинејџерка којој се допада његов изглед старог рокера. Напушта га жена која се повеже са шефом осигурања из његове фабрике, иначе пасионираним фотографом женских тела.

## Улоге
| Глумац            | Улога |
| ----------------- | ----- |
| Лазар Ристовски   | Лео   |
| Реља Башић        | Мишел |
| Љиљана Благојевић | Ружа  |
| Јовица Милошевић  | Ливац |
| Татјана Пујин     | Лили  |
| Добрила Шокица    |       |
| Лидија Стевановић |       |
| Јован Ристовски   |       |